# ブルーノ・デ・フィネッティ
ブルーノ・デ・フィネッティ（英: Bruno de Finetti、1906年6月13日 - 1985年7月20日）はオーストリア・インスブルック出身の統計学者であり、確率の操作的主観的概念化で知られる。彼の理論の古典的解釈は1937年の "La prévision: ses lois logiques, ses sources subjectives" にあり、そこではオッズの一貫性と交換可能性の結果に基づいて確率を論じている。

## 業績
デ・フィネッティは次のような思考実験を提案した。「あなた」は、一億年前の火星に生命があったら1ドルを支払い、なければ払わないという約束をする。答えは明日明らかになる。あなたは相手にそのような約束をあなたの設定した価格で買わせることもできるし、相手からそのような約束を同じ価格で買うこともできる。つまり、あなたがオッズを設定し、相手があなたの賭けたのがどちらなのかを決める。あなたの設定した価格は、あなたがそれに賭けるとしたときの「操作的主観的確率 (operational subjective probability)」である。その価格は損をしたくなければ、確率の公理に従う必要があり、1ドルより大きな価格やマイナスの価格を設定すると損をすることになる。複数の事象について賭ける場合を考え、デ・フィネッティは加法性があるとした。価格やそれと等価なオッズがあなたに一定以上の損をさせないなら、それを Dutch book あるいは coherent であると呼ぶ。
デ・フィネッティはまた、交換可能な確率変数の並びについてのデ・フィネッティの定理でも知られている。デ・フィネッティは交換可能性を研究した最初の人物というわけではない。彼は1920年代ごろから交換可能性についての論文を発表しているが、1937年の論文が最も有名である。
1929年、デ・フィネッティは「無限に分割可能な確率分布」という概念を導入した。
彼はまた遺伝子型の度数を図示するデ・フィネッティ図を考案した。

## 経歴
オーストリアのインスブルックで生まれ、ミラノ大学で数学を学ぶ。卒業後は大学に残らず、保険計理士兼在野の統計家として働いた。彼は精力的に論文を発表し（Lindley によれば1930年だけで17の論文を発表している）、確率論の学界では国際的な評価を得た。1939年、トリエステ大学で数理ファイナンスを教えることになった。1954年、ローマ大学に移籍して数理ファイナンスを教えていたが、1961年から1976年までは確率論を教えている。デ・フィネッティは1920年代に、フランク・ラムゼイとは独立に主観的確率の考え方を発展させた。1950年代になってレオナード・ジミー・サヴェッジがデ・フィネッティの業績を紹介し、英米の統計学界でもデ・フィネッティの名が知られるようになった。デ・フィネッティはローマで亡くなった。

## 著作
詳細は以下を参照。
- Bruno de Finetti website

### 英語に翻訳されたもの
以下は、イタリア語やフランス語から英語に翻訳されたもの
- "Probabilism: A Critical Essay on the Theory of Probability and on the Value of Science," (translation of 1931 article) in Erkenntnis, volume 31, September 1989. 全体がフィネッティの確率についての哲学を述べたものである。
- 1937, “La Prévision: ses lois logiques, ses sources subjectives,” Annales de l'Institut Henri Poincaré,

- "Foresight: its Logical Laws, Its Subjective Sources," （1937年の論文（フランス語）の翻訳） in H. E. Kyburg and H. E. Smokler (eds), Studies in Subjective Probability, New York: Wiley, 1964.
- Theory of Probability, （1970年の著書の Adrian Smith による翻訳） 2 volumes, New York: Wiley, 1974-5.